# Осредек (Церкниця)
Осредек (словен. Osredek) — поселення в общині Церкниця, Регіон Нотрансько-крашка, Словенія. Висота над рівнем моря: 753,6 м.